# Altingen
Altingen ist ein Ortsteil von Ammerbuch, einer Gemeinde unmittelbar westlich von Tübingen im Landkreis Tübingen in Baden-Württemberg (Deutschland).
Altingen ist der westlichste Ortsteil Ammerbuchs und grenzt an den Landkreis Böblingen.

## Geographie
Altingen hat 2.575 Einwohner (Stand: Januar 2023). Somit ist Altingen nach Entringen der zweitgrößte Ortsteil Ammerbuchs. Die Fläche Altingens beträgt 858 Hektar, der Ort befindet sich in einer Höhe von 373 m bis 551 m ü. NN.

## Geschichte
Altingen wurde im Jahr 1182 erstmals schriftlich erwähnt, als Markgraf Heinrich von Ronsberg Güter um Altingen und Herrenberg an das Kloster Ottobeuren schenkt. Am 7. Juli 1299 verkaufte Graf Rudolf von Tübingen genannt der Scheerer seine Güter in Altingen mit dem Patronatrecht der dortigen Kirche um 700 Pfund Heller an das Kloster Bebenhausen. Um 1330 stand das Dorf zur Hälfte unter österreichischer, zur Hälfte unter württembergischer Herrschaft. Nach der Reformation wurde nur der württembergische Teil evangelisch, so dass die Häuser, die auf österreichischem Boden standen, katholisch blieben.
Die katholische Pfarrei St. Magnus in Altingen wurde 1275 erstmals erwähnt, der Kirchenheilige St. Magnus erst 1489. Die Kirche liegt inmitten eines burgartig ummauerten Kirchhofes, ihr mächtiger Ostchorturm weist vier Stockwerke und einen fast quadratischen Grundriss auf. Das Unterteil des Turmes einschließlich des Wehrgeschosses dürfte aus dem 12. Jahrhundert stammen.
Im Zeitraum 1860/61 wurde die evangelische Kirche erbaut. Altingen und Reusten haben eine gemeinsame evangelische Kirchengemeinde.

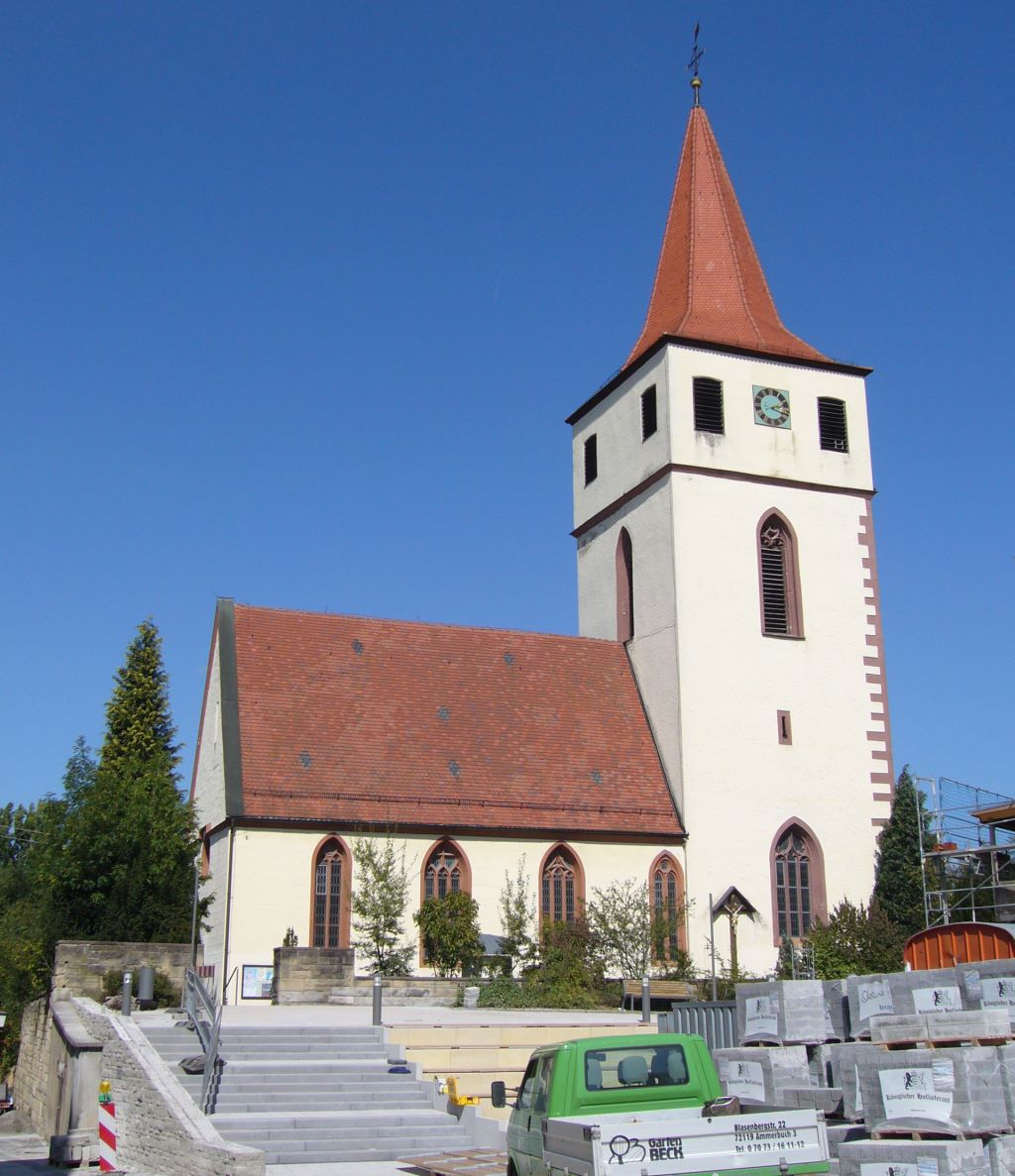
St. Magnus (kath.)
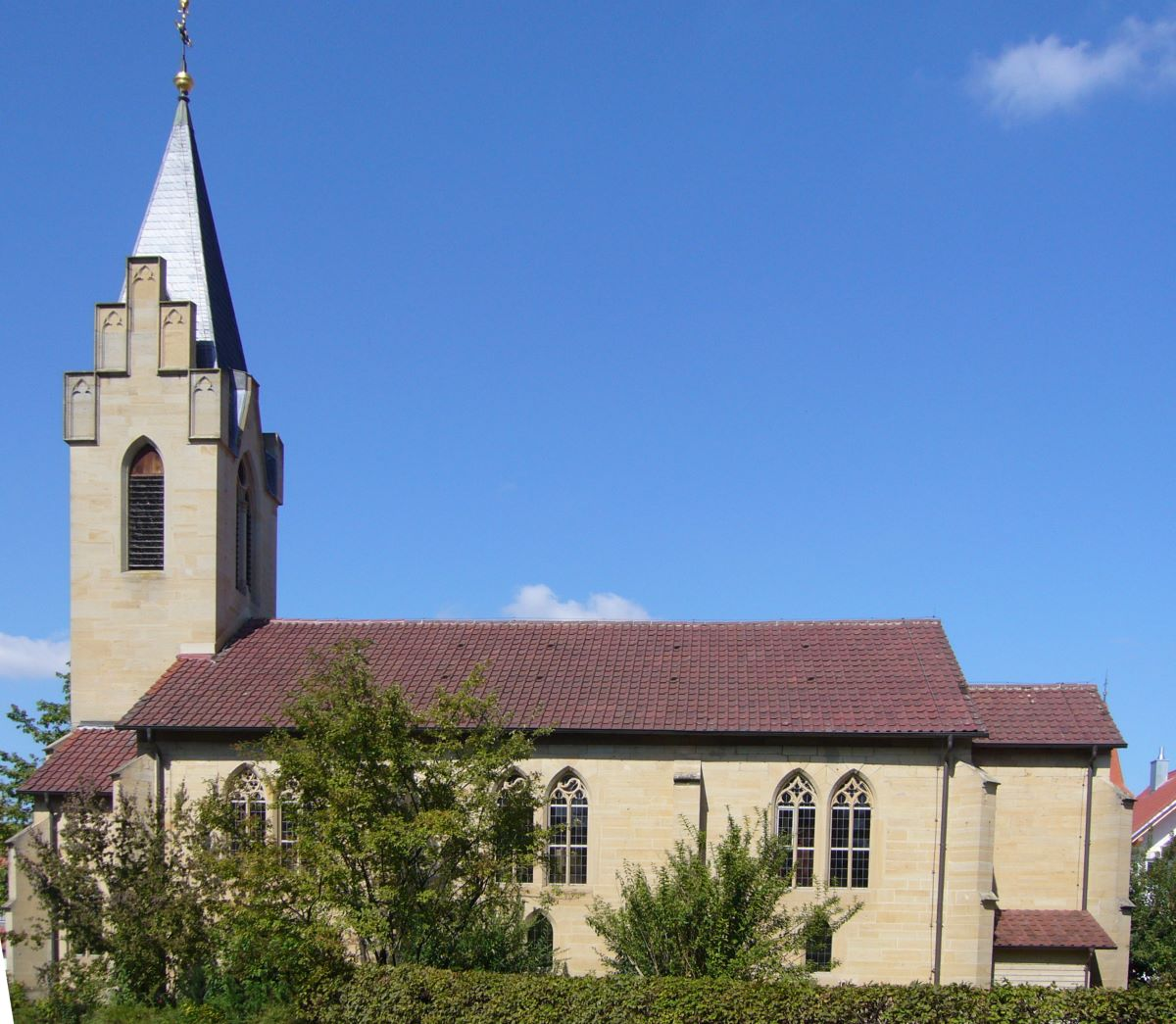
Evangelische Kirche
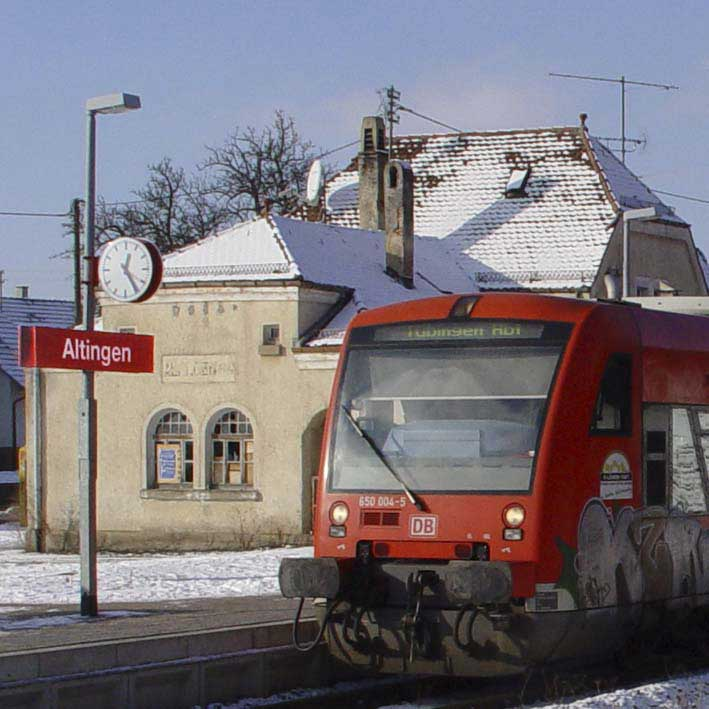
Ammertalbahn

Die ehemals selbständige Gemeinde Altingen hat sich am 1. Dezember 1971 mit fünf weiteren Gemeinden zur Gemeinde Ammerbuch zusammengeschlossen.
Entwicklung der Einwohnerzahl:
| Jahr      | 1855 | 1900 | 1950 | 1961 | 1970 | 2000 | 2007 | 2011 | 2016 | 2019 | 2023 |
| Einwohner | 806  | 762  | 1005 | 1068 | 1321 | 2444 | 2549 | 2530 | 2556 | 2529 | 2575 |

## Wappen
Das Wappen, das 1954 an Altingen verliehen wurde, zeigt in Rot einen goldenen Abtsstab. Darüber wurden zwei schräg gekreuzten goldenen Ähren gelegt. Die Kreuzung wurde von einer silbernen Pflugschar überdeckt. Der Abtsstab deutet auf den früheren Besitz der Klöster Ottobeuren und Bebenhausen in Altingen hin. Die Farben Rot und Gold sind dem Wappen der Pfalzgrafschaft Tübingen entnommen.
Dieses Wappen war bis zur Gründung von Ammerbuch im Jahr 1971 gültig.

## Besonderheiten
- Altingen besteht aus zwei Ortsteilen, dem eigentlichen Ort und dem in den frühen 1970er Jahren „gegründeten“ Neubaugebiet ‚Ödlesberg’.
- Obwohl Altingen zum Landkreis Tübingen gehört, hat Altingen die Telefonvorwahl (07032) von Herrenberg im Landkreis Böblingen.

## Verkehr
Altingen liegt an der Ammertalbahn (Herrenberg-Tübingen). Es verkehren im 30-Minuten-Takt Regionalbahnen.

## Bildung
In Altingen gibt es eine Grundschule. Weiterhin gibt es zwei Kindergärten, einer davon befindet sich auf dem Ödlesberg und einer in der Nähe des Feuerwehrhauses.

## Persönlichkeiten
- Berthold von Altingen (um 1393), Ritter.
- Roland Asch (* 12. Oktober 1950), deutscher Rennfahrer.

## Freizeit und Sport
Der TSV (Turn- und Sportverein) Altingen hat mehrere Sportarten, wie z. B. Fußball, Tischtennis und Volleyball. Es gibt eine Chorvereinigung sowie eine Jugendgruppe des DRK Ammerbuch, das Jugendrotkreuz Altingen.